# Nick Peterson
Virtual Alien est le pseudonyme de Nick Peterson, un chanteur écossais né le 24 janvier 1973 à Perth (Écosse).

## Biographie
Nick Peterson est le vrai nom de Virtual Alien. Il est né à Perth en Écosse en 1973 et sous les pseudonymes de Virtual Alien et Old Nick, il commença sa carrière à l'âge de 14 ans en 1987 comme chanteur et compositeur. Il enregistra les albums War of Love King of the World Old Nick, …). En 1997, il réalisa son premier long métrage et à ce jour a réalisé neuf longs métrages et documentaires Writing on the Wall, E.S.T. -basé sur the show télévisé E.S.T. qu'il a lui-même créé, Burning from the Inside, La Vitesse de la lumière, In and Out of Planet Earth, Radiodiffusion numérique …

## Discographie française

### Albums studio
- 1987 : Old Nick
- 1988 : War of Love
- 1989 : Devil Inside
- 1992 : King of the World
- 1995 : The White and Black Side
- 1997 : Loud Mouth
- 2000 : V.A. Presents Old Nick
- 2001 : Debut de Siecle
- 2002 : Dance
- 2005 : Soundtrack: Music for Films
- 2007 : Speed of Light: Soundtrack
- 2009 : Debut

## Filmographie
- 1997 : With a Mouse (to your mouth) de Nick Peterson
- 1999 : Radiodiffusion numérique de Nick Peterson
- 2001 : Monstres Effrayants de Nick Peterson
- 2001 : Quick Step Beyond de Nick Peterson
- 2003 : E.s.t de Nick Peterson (TV)
- 2005 : Burning from the Inside, Consumé! de Nick Peterson
- 2006 : Sur la Terre de Nick Peterson
- 2007 : La Vitesse de la lumière de Nick Peterson
- 2010 : Writing on the Wall de Nick Peterson